# Comuna Mostove, Domanivka
Mostove (în ucraineană Мостівська сільська рада) este o comună în raionul Domanivka, regiunea Mîkolaiiv, Ucraina, formată din satele Cernihivka, Cervona Poleana, Dvoreanka, Mîkolaiivka, Mostove (reședința), Perșotravnivka, Șevcenko și Vesele.

## Demografie
Componența lingvistică a comunei Mostove
     Ucraineană (96,39%)
     Rusă (2,31%)
     Alte limbi (0,92%)
Conform recensământului din 2001, majoritatea populației comunei Mostove era vorbitoare de ucraineană (96,39%), existând în minoritate și vorbitori de rusă (2,31%).